# Wenshan (cheval)
Pour l’article homonyme, voir Henan.
Le Wenshan est une race de poneys chinois, appartenant au groupe du poney du Yunnan. Comme son voisin le Baise, il est de très petite taille. Les Wenshan sont généralement bâtés. La race est propre à la préfecture autonome zhuang et miao de Wenshan. Bien que ses effectifs diminuent, elle ne semble pas menacée d'extinction.

## Histoire
Le berceau du Wenshan est proche de celui de la race Baise, également connue pour sa petite taille.
En 1980, la Chine compte au moins 144 000 poneys Wenshan.

## Description
La base de données DAD-IS cite une moyenne de 1,09 m chez les femelles et 1,12 m chez les mâles. Le guide Delachaux indique une taille moyenne de 1,08 m à 1,12 m chez les femelles, pour 1,12 m à 1,18 m chez les mâles. 
Le modèle est solide et de conformation compacte, symétrique et bien développé. La tête, de profil rectiligne, est plutôt grosse, et surmontée d'oreilles courtes. L'encolure est courte, les épaules sont droites. La croupe est légèrement inclinée, avec une queue portée haut et fournis. Les pieds sont solides. 
La robe est le plus souvent baie, alezane ou grise. 
Le Wenshan est particulièrement adapté à la chaleur et à l'humidité, présentant aussi une résistance aux maladies endémiques, et de l'endurance.

## Utilisations
La race a de nombreux usages, notamment pour la traction agricole, au bât, sous la selle, et à l'attelage léger. Elle est surtout employée au bât.

## Diffusion de l'élevage

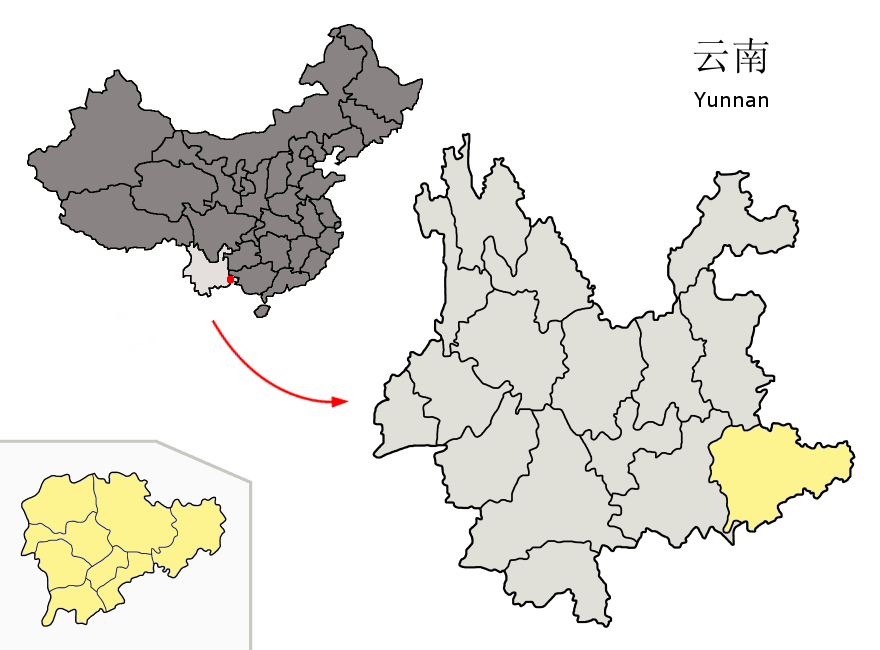
Localisation de la préfecture autonome zhuang et miao de Wenshan dans le Yunnan.

Le Wenshan est enregistré dans DAD-IS comme une race chinoise locale. Il est propre à la préfecture autonome zhuang et miao de Wenshan, plus précisément aux xians de Guangnan, de Funing et de Maguan.
L'étude menée par Rupak Khadka, de l'université d'Uppsala, pour la FAO en 2010, le considère comme une race de chevaux asiatique locale, qui n'est pas menacée d'extinction ; l'évaluation de la FAO réalisée en 2007, avait déjà signalé l'absence de menace. 
En 2005, il restait au plus 67 600 individus recensés, mais le cheptel est en diminution.